# Aktuator
Aktuator (engl. actuator, od srednjovjekovni lat. actuare: ostvariti) ili ponekad se naziva i aktor, u upravljačkoj i regulacijskoj tehnici, mehatronici, robotici i slično, je naprava kojom se na pobudu upravljačkoga signala pokretni dijelovi sustava dovode u željeni položaj, ostvaruje se njihovo gibanje ili razvija sila ili moment sile (zakretni moment) kojim ti dijelovi djeluju na okolinu. U osnovi je to pretvornik koji neku ulaznu veličinu pojačava te pretvara u mehanički rad. Prema ulaznoj veličini razlikuju se hidraulični aktuator, pneumatski aktuator, električni aktuator i drugi (piezoelektrični aktuator, magnetostriktivni aktuator, elektrokemijski aktuator, termalni ili toplinski aktuator) aktuatori. Hidraulični i pneumatski aktuatori su pravocrtni (translacijski) i zakretni cilindri, regulacijski ventili, pumpe, motori. Električni su aktuatori istosmjerni i izmjenični elektromotori, koračni i linearni elektromotori (servomotor, selsin), kao i elektromagnetni releji, ventili i slično.